# 成貴客運專線
成貴客运专线是中國一条已建成的连接四川省成都市与贵州省贵阳市的高速铁路，全長632.6公里，設計速度250公里/小時，是兰州-广州通道的组成部分。线路起自成都东站，经四川省乐山市、宜宾市、云南省昭通市威信县、镇雄县、贵州省毕节市，到达贵阳东站与沪昆高铁、贵广高铁连接。并有乐山至峨眉山的支线31公里。其中，成都东站至乐山站段以及峨眉山支线在建设期间称为成绵乐客运专线，全长161公里，于2008年12月30日开工，并于2014年12月20日竣工通车；乐山至宜宾西段于2019年6月15日通车；乐山至贵阳东段于2013年12月25日开工，兴文至白云段与兴文至贵阳段已分别于2019年10月5日和10月9日启动联调联试；全线于2019年12月16日通车。

## 建设历史

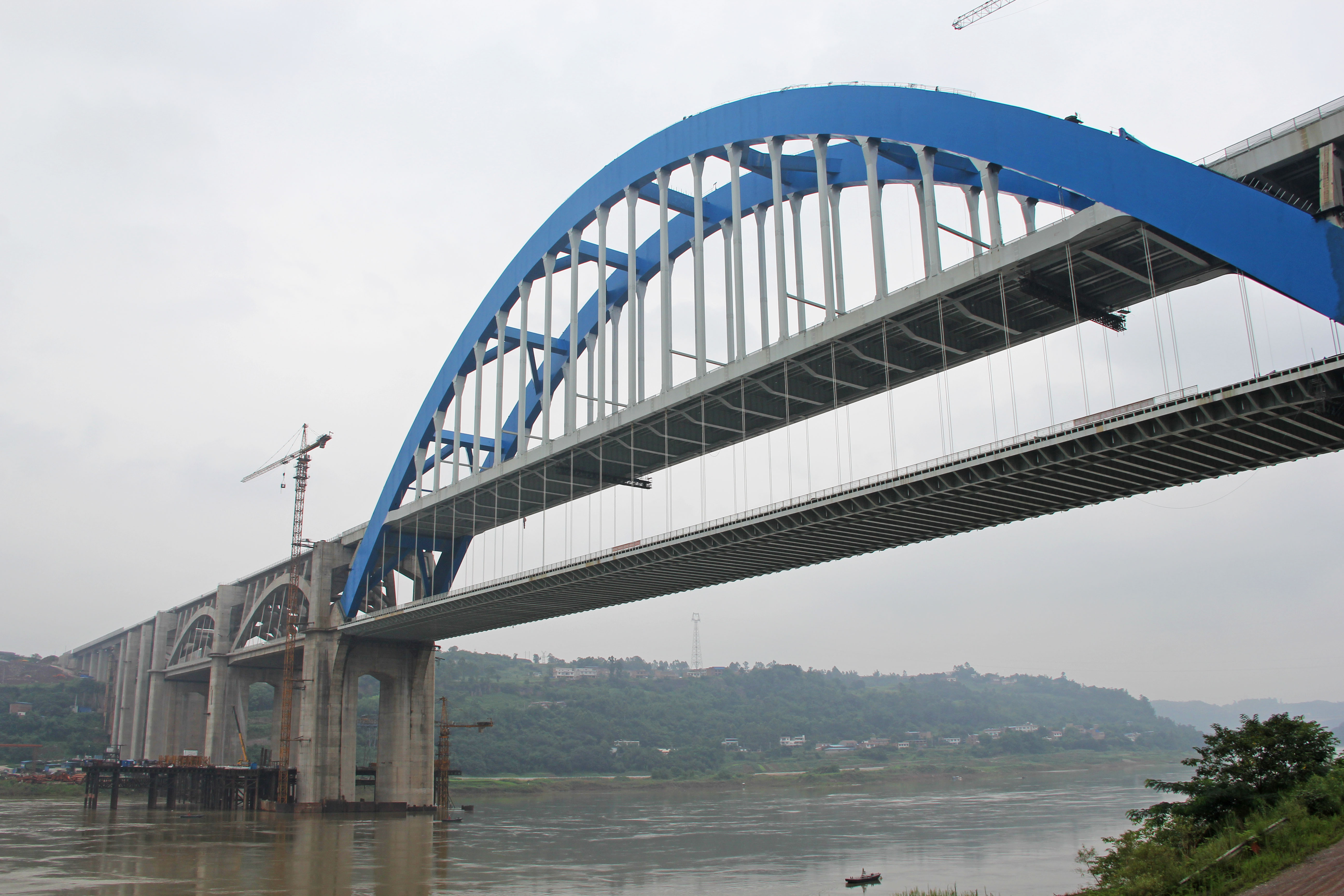
建築中的宜宾金沙江公铁大桥（2018年）

- 成贵客运专线成都东至乐山段已由成绵乐客运专线建设，并于2014年12月20日通车[6]。

- 成贵客运专线宜宾段于2013年12月开工，标志着全线正式进入建设阶段。[7]

- 2016年5月6日，成贵客运专线四川宜宾岷江特大桥钢梁架设合龙，是全线率先成功合龙的第一座特大桥。[8]

- 2018年1月5日，成贵客运专线四川段正式开始铺轨。[9]

- 2018年2月6日，铁盔山隧道在贵州省黔西县顺利贯通，标志着全线183个隧道全部如期贯通。[10]

- 2018年4月30日，成贵铁路公司正式启动成贵客运专线四川段验收。[11]

- 2018年5月30日，成贵客运专线四川段铺轨完成。[12]

- 2018年11月28日，成贵客运专线四川段正式启动联调联试[13]，联调联试期间动车组最高运行速度达275km/h。

- 2019年3月9日，成贵客运专线四川段开始运行试验。

- 2019年4月由于临时建设渝昆高速铁路与成贵客运专线联络线，需增设皂桷磅线路所，宜宾西站至长宁站区间约2公里的线路被拆除，因此宜宾西站至兴文站段将无法和乐山至宜宾西站段同时开通。

- 2019年6月12日下午3时，成贵客运专线乐山至宜宾西站段开始预售6月15日车票。

- 2019年6月15日早晨6点53分，C6661次列车自成都东站发往宜宾西站，成贵客运专线乐山至宜宾段开通。

- 2019年10月5日，成贵客运专线兴文至白云段启动联调联试。11月27日上午8:30，宜宾至贵阳段开始了试运行[2]。

- 2019年12月14日10时，成贵客运专线宜宾至贵阳段开始预售12月16日车票。

- 2019年12月16日早晨6点58分，C6041次列车自成都东站发往贵阳北站，成贵客运专线宜宾至贵阳段开通，亦标志着成贵客运专线全线开通运营。[14]

- 2020年4月10日，開辦三對環線動車組列車，連接成都、重慶及貴陽三地，分別於成都東（順時針行車）、重慶西及貴陽北（逆時針行車）始發及終到，全程約8小時。

## 车站
成贵客运专线共设置车站26座，其中四川省18座（含支线车站2座）、云南省2座、贵州省6座。线路北起于成都东站，向南经成都南、双流机场、双流西、新津、新津南、彭山北、眉山东、青神、乐山站，分出峨眉山支线设峨眉、峨眉山两站；主线则继续向南设犍为、泥溪、屏山、宜宾西、长宁、兴文站，随后线路进入云南，设新街(越行站)、威信、镇雄三站，之后线路进入贵州境内，设毕节、大方、黔西、清镇西、白云北、贵阳北，最后止于贵阳东站。
线路在成都东站连接西成客运专线、成渝客运专线；在峨眉站与成昆铁路形成十字骑跨式换乘，并计划修建两线联络线；在宜宾西站至长宁站区间设有与渝昆高速铁路联络线；在贵阳北站连接沪昆客运专线、渝贵铁路；在贵阳东站连接贵广客运专线、沪昆客运专线和贵开城际铁路。
| 成贵客运专线 |          |          |          |                           |                                                 |                                            |
| 车站名称     | 所在地区 | 所在地区 | 所在地区 | 成都东站起始里程 （公里） | 连接铁路                                        | 城市轨道交通换乘路线                       |
| 成都东       | 四川省   | 成都市   | 成华区   | 0                         | 成渝客运专线 西成客运专线 成昆铁路 遂成铁路     | 成都地铁2号线 成都地铁7号线                |
| 成都南       | 四川省   | 成都市   | 武侯区   | 8                         | 成渝客运专线 成昆铁路                           | 成都地铁1号线 成都地铁7号线 成都地铁18号线 |
| 双流机场     | 四川省   | 成都市   | 双流区   | 21                        |                                                 | 成都地铁10号线                             |
| 双流西       | 四川省   | 成都市   | 双流区   | 26                        |                                                 | 成都地铁3号线 成都地铁10号线               |
| 新津         | 四川省   | 成都市   | 新津区   | 36                        |                                                 | 成都地铁10号线                             |
| 新津南       | 四川省   | 成都市   | 新津区   | 50                        |                                                 |                                            |
| 彭山北       | 四川省   | 眉山市   | 彭山区   | 66                        |                                                 |                                            |
| 眉山东       | 四川省   | 眉山市   | 东坡区   | 82                        |                                                 |                                            |
| 青神         | 四川省   | 眉山市   | 青神县   | 107                       |                                                 |                                            |
| 乐山         | 四川省   | 乐山市   | 市中区   | 135                       | 成貴客運專線峨眉山支线                          |                                            |
| 犍为         | 四川省   | 乐山市   | 犍为县   | 178                       |                                                 |                                            |
| 泥溪         | 四川省   | 宜宾市   | 叙州区   | 228                       |                                                 |                                            |
| 屏山         | 四川省   | 宜宾市   | 屏山县   | 247                       |                                                 |                                            |
| 宜宾西       | 四川省   | 宜宾市   | 叙州区   | 276                       |                                                 |                                            |
| 长宁         | 四川省   | 宜宾市   | 长宁县   | 311                       |                                                 |                                            |
| 兴文         | 四川省   | 宜宾市   | 兴文县   | 356                       |                                                 |                                            |
| 新街         | 云南省   | 昭通市   | 威信县   | 越行站                    |                                                 |                                            |
| 威信         | 云南省   | 昭通市   | 威信县   | 420                       |                                                 |                                            |
| 镇雄         | 云南省   | 昭通市   | 镇雄县   | 447                       |                                                 |                                            |
| 毕节         | 贵州省   | 毕节市   | 七星关区 | 496                       |                                                 |                                            |
| 大方         | 贵州省   | 毕节市   | 大方县   | 515                       |                                                 |                                            |
| 黔西         | 贵州省   | 毕节市   | 黔西市   | 567                       |                                                 |                                            |
| 清镇西       | 贵州省   | 贵阳市   | 清镇市   | 607                       |                                                 |                                            |
| 白云北       | 贵州省   | 贵阳市   | 白云区   | 638                       | 贵阳市域环城快铁                                |                                            |
| 贵阳东       | 贵州省   | 贵阳市   | 乌当区   | 648                       | 沪昆客运专线 贵广客运专线 渝贵铁路 贵开城际铁路 | 贵阳轨道交通1号线                          |
| 峨眉山支线   |          |          |          |                           |                                                 |                                            |
| 乐山         | 四川省   | 乐山市   | 市中区   | 135                       | 成貴客運專線主线                                |                                            |
| 峨眉         | 四川省   | 乐山市   | 峨眉山市 | 157                       | 成昆铁路                                        |                                            |
| 峨眉山       | 四川省   | 乐山市   | 峨眉山市 | 162                       |                                                 |                                            |

- 成都东站
- 乐山站
- 宜宾西站
- 贵阳東站

## 运营
成贵客运专线在宜宾至贵阳段开通前主要由中国铁路成都局集团有限公司运营。2014年成都-乐山段开通，彼时该段线路与西成客运专线江油-成都段组成成绵乐客运专线运营。本线列车均采用C（城际）字头，初期运行速度200km/h。江油-峨眉山的全程列车采用C63xx号段、成都-峨眉山区间运行的列车则采用C62xx字段。2017年12月6日，随西成客运专线开通，成贵客运专线成都-乐山段同步提速至250km/h，亦有少量跨线车上线运行。
2019年乐山-宜宾段开通后，乐山-峨眉山段成为支线，开行车次减少；江油-宜宾全程开行列车继承C63xx号段，而成都-宜宾区间采用C66xx号段。全线采用实名制购票，乘车须票、证、人相符。线路亦支持不取票刷身份证乘车和中铁银通卡乘车。
2019年12月16日，宜宾-贵阳段开通，初期安排宜贵段开行动车组20对，本线列车使用C60xx号段，亦有部分跨线车通达至广州、昆明等地。2019年12月30日铁路运行图调整后，宜贵段日常开行动车组44对，并全部改为D字头，另有高峰线16对，跨线车通达范围包括贵州、云南、广西、湖南、广东、上海、浙江、福建等省（市、自治区）。

### 票价
成贵客运专线二等座票价按照0.4元/公里制订，成都东站至宜宾西站二等座票价为110元人民币，成都东站至乐山站二等座票价为54元。成贵客运专线成都-乐山段开通初期，一等座与商务座票价曾低于全国一般定价标准；2018年4月28日起，成贵客运专线开始执行淡季折扣票价、同时高等级席别价格上涨。
2019年成贵客专全线开通运营后，执行浮动票价，票价根据列车时刻而有所变化。成都东-贵阳北二等座最低票价269元人民币、最高票价282元人民币；而成都南-贵阳北的列车二等座票价达到了294元人民币。

## 列车
成贵客运专线成都-乐山段开通初期，曾大量运用CRH1A型动车组开行。随着成都局车底紧张逐步得到缓解，更新且最高运行速度达350km/h的CRH380A、CRH380D型列车逐步上线运行并取代乘坐体验不佳的CRH1A列车。2017年随着西成客运专线开通，新设计的250km/h级别CRH3A动车组大量配属成都局，并被投放到成贵客运专线运行，替换下的CRH380系列动车组则被运用在其他长途线路和高等级线路上。2018年底至2019年，CR300AF、CR300BF250km/h级别“复兴号”动车组列车在成贵客专进行了综合试验，并预期未来将运用在成贵客运专线。